# Francis Jordane
Francis Jordane (Arles, 29 de març de 1946) és un entrenador de bàsquet nord-català, que ha estat entrenador de la Selecció de bàsquet de França de 1988 a 1993. Es graduà com a professor d'esport a la Universitat de Tolosa de Llenguadoc i va començar com a conseller tècnic d'esports als departaments de l'Alt Rin i Baix Rin, i entrenà a diversos equips alsacians, entre ells l'Strasbourg IG de 1971 a 1982. <De 1982 a 1986 treballà al consell regional del Llenguadoc Rosselló i de 1088 a 1993 va entrenar la selecció francesa-
De 1993 a 1998 fou encarregat nacional de la formació de quadres tècnics i de 1998 a 2006 fou director municipal de joventut i esports de Montpeller. En 2000-2001 fou entrenador de la Selecció de bàsquet de Tunísia. En 2009 fou entrenador de la Selecció de bàsquet del Marroc. En 2010-2011 va entrenar l'equip femení Bàsquet Català Perpinyà Mediterrani.

## Obres
- Jordane, Francis; Martin, Josep. Basket performance.  Amphora (Editions), 13 de juliol de 2001, p. 310. ISBN 2-85180-282-8.